# Primnoidae
Primnoidae é uma família de corais da ordem Scleralcyonacea.

## Géneros
Seguem os gêneros da família:
- Abyssoprimnoa (Cairns, 2015)
- Acanthoprimnoa (Cairns & Bayer, 2004)
- Aglaoprimnoa (Bayer, 1996)
- Ainigmaptilon (Dean, 1926)
- Armadillogorgia (Bayer, 1980)
- Arntzia (López-González, Gili & Orejas, 2002)
- Arthrogorgia (Kükenthal, 1908)
- Australogorgia (Cairns & Bayer, 2009)
- Callogorgia (Gray, 1858)
- Callozostron (Wright, 1885)
- Calyptrophora (Gray, 1866)
- Candidella (Bayer, 1954)
- Convexella (Bayer, 1996)
- Dasystenella (Versluys, 1906)
- Fannyella (Gray, 1872)
- Faxiella (Zapata-Guardiola & López-González, 2012)
- Helicoprimnoa (Cairns, 2012)
- Heptaprimnoa (Cairns, 2012)
- Loboprimnoa (Cairns, 2016)
- Macroprimnoa (Cairns, 2018)
- Metafannyella (Cairns & Bayer, 2009)
- Metanarella (Cairns, 2012)
- Microprimnoa (Bayer & Stefani, 1989)
- Mirostenella (Bayer, 1988)
- Narella (Gray, 1870)
- Narelloides (Cairns, 2012)
- Onogorgia (Cairns & Bayer, 2009)
- Ophidiogorgia (Bayer, 1980)
- Pachyprimnoa (Cairns, 2016)
- Paracalyptrophora (Kinoshita, 1908)
- Paranarella (Cairns, 2007)
- Parastenella (Versluys, 1906)
- Perissogorgia (Bayer & Stefani, 1989)
- Plumarella (Gray, 1870)
- Primnoa (Lamouroux, 1812)
- Primnocapsa (Zapata-Guardiola & López-González, 2012)
- Primnoeides (Studer & Wright, 1887)
- Primnoella (Gray, 1858)
- Pseudoplumarella (Kükenthal, 1915)
- Pterostenella (Versluys, 1906)
- Pyrogorgia (Cairns & Bayer, 2009)
- Scopaegorgia (Zapata-Guardiola & Lopez-González, 2010)
- Tauroprimnoa (Zapata-Guardiola & López-González, 2010)
- Thouarella (Gray, 1870)
- Tokoprymno (Bayer, 1996)
- Verticillata (Zapata-Guardiola, López-González & Gili, 2013)